# Ayako Tanaka

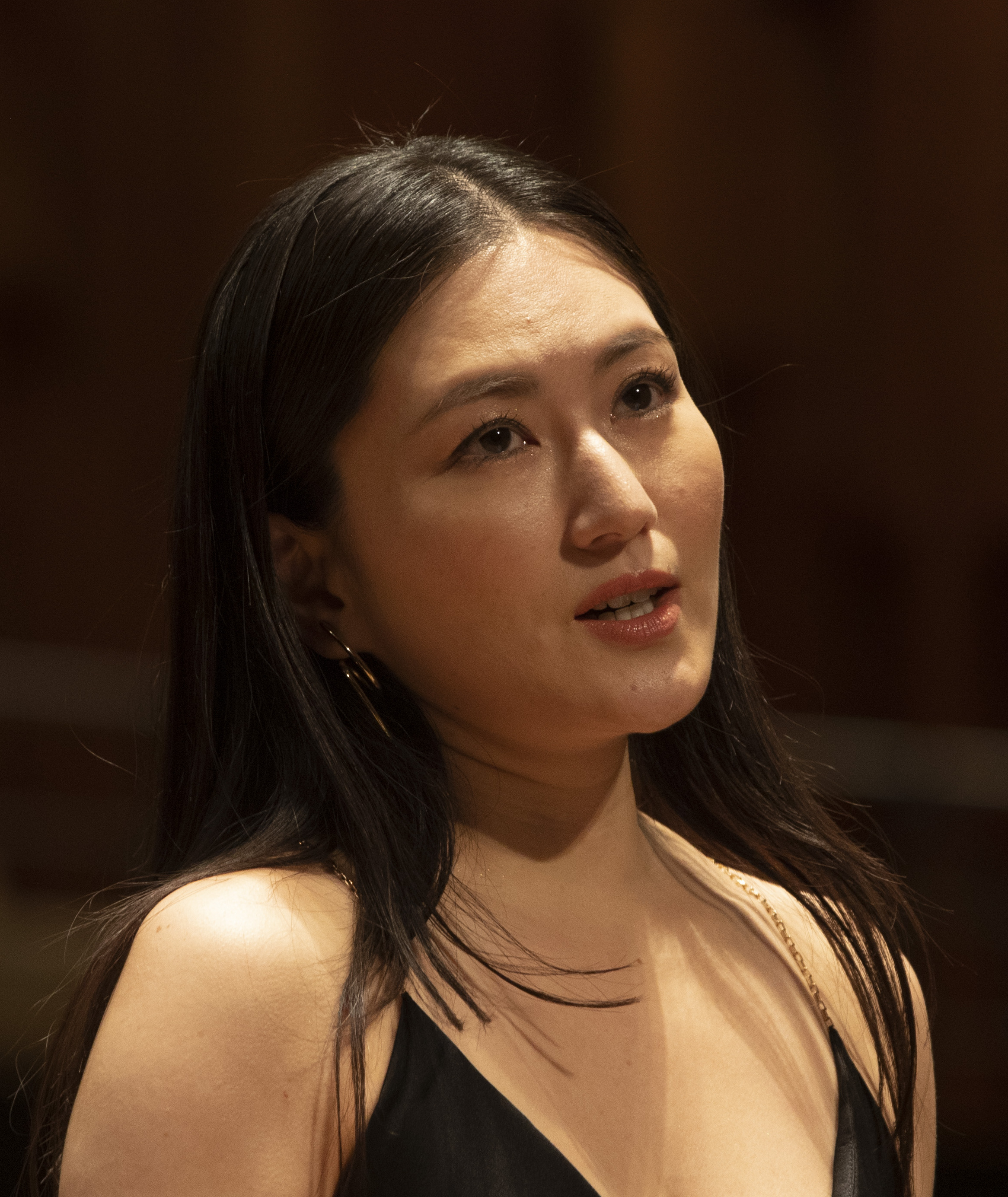
Ayako Tanaka

Ayako Tanaka (jap. 田中 彩子, Tanaka Ayako; * 1984 in der Präfektur Kyōto) ist eine japanische Sopranistin, die in Wien lebt.

## Leben

### Ausbildung
Ayako Tanaka erhielt von frühster Kindheit an eine umfassende künstlerische Ausbildung. Mit drei Jahren begann sie Klavier und Orgel zu spielen, im Alter von zehn Jahren gewann sie erste Wettbewerbe in beiden Instrumenten. Seit ihrer Jugendzeit lebt sie in Wien, wo sie von Sylvia Geszty und Edda Moser ausgebildet wurde. 2006/07 erhielt sie bis zu dessen Tod auch Unterricht bei Ernst Haefliger.

### Internationale Konzerttätigkeit
Ihr Debüt gab sie mit 22 Jahren in Wolfgang Amadeus Mozarts Le Nozze di Figaro am Stadttheater Bern in der Schweiz. Danach wurde sie an der Volksoper Wien für die Rolle der Olympia in der Oper Les contes d’Hoffmann von Jacques Offenbach engagiert. Es folgte die Rolle der Gilda in Giuseppe Verdis Rigoletto an der Staatsoper Burgas. Darüber hinaus ist sie als Konzertsängerin mit verschiedenen Orchestern im In- und Ausland aktiv.
- 2012–15 Mit Unterstützung der Österreichischen Regierung wirkte Ayako Tanaka in einer österreichweiten Opern-Tournee von Mozarts Zauberflöte in der Rolle der Königin der Nacht mit.
- 2012–2013 Einladung der regelmäßigen Aufführungen der Sofia Philharmonic Orchestra

- 2013 Debüt mit dem Royal Philharmonic Orchestra in der Cadogan Hall London

- 2014/2015 gab sie ihr Debüt in Orffs Carmina Burana im Großen Saal des Wiener Konzerthauses.

- 2016/2017 eröffnete sie gemeinsam mit dem Argentinischen Nationalen Symphonieorchester die Saison im Centro Cultural Kirchner (CCK) in Buenos Aires. Im Februar 2017 sang sie die Uraufführung der Five Circle Songs für Sopran und Orchester von Esteban Benzecry.